# سن-سورلن-آن-بوژی
سن-سورلن-آن-بوژی (به فرانسوی: Saint-Sorlin-en-Bugey) یک کمون در فرانسه است که در Canton of Lagnieu واقع شده‌است.

## خصوصیات
سن-سورلن-آن-بوژی ۹٫۰۷ کیلومترمربع مساحت و ۱٬۰۶۶ نفر جمعیت دارد و ۲۰۰ متر بالاتر از سطح دریا واقع شده‌است.